# Szczorse (gmina)
Szczorse – dawna gmina wiejska istniejąca do 1939 roku w woj. nowogródzkim (obecnie na Białorusi). Siedzibą gminy były Szczorse (400 mieszk. w 1921 roku).
W okresie międzywojennym gmina Szczorse należała do powiatu nowogródzkiego w woj. nowogródzkim. 1 grudnia 1933 roku do gminy Szczorse przyłączono część obszaru gminy Naliboki. Po wojnie obszar gminy Szczorse wszedł w struktury administracyjne Związku Radzieckiego.